# Friedrich Franz von Bülow
Friedrich Franz von Bülow (* 24. Juni 1788 in Gudow; † 30. Oktober 1848 in Ratzeburg) war ein deutscher Gutsbesitzer und Vize-Landmarschall des Herzogtums Lauenburg.

## Leben
Friedrich Franz von Bülow stammte aus der Linie Wehningen, Zweig Gudow-Kühren-Gorow, des weit verzweigten mecklenburgischen Uradelsgeschlechts von Bülow. Er war der älteste Sohn des mecklenburgischen Kammerherrn Adolf Jasper von Bülow (1767–1822) und dessen Frau Marianne, geb. Lysholm (1770–1845) aus Norwegen. Sein Vater hatte 1803 das Fideikommiss Gorow, Klein Bölkow (beides heute Ortsteile von Satow) und Müssen übernommen. 
Friedrich Franz wurde Page der Großfürstin Helene, Erbprinzessin von Mecklenburg-Schwerin bis zu deren frühen Tod 1803. Von Oktober 1805 bis Ostern 1807 besuchte er die Klosterschule Ilfeld. Er studierte Rechtswissenschaften an der Universität Göttingen sowie ab 1809 an der Universität Rostock. Nach bestandenem Examen trat er in den Verwaltungsdienst von Mecklenburg-Schwerin; er begann seine Laufbahn als Auditor beim Domanialamt Doberan. In den Befreiungskriegen kämpfte er als Kriegsfreiwilliger.
1815 wurde er Beamter im Amt Rehna, erhielt den Titel Domänenrat und wurde in die herzogliche Domänen-Kammer berufen. Als er nach dem Tod seines Vaters 1822 die Güter erbte, verließ er als Kammer-Rat a. D. den Staatsdienst. Er verpachtete die Güter und wohnte einige Jahre auf dem von ihm gekauften Landhause Groß Flottbek bei Altona. 
Durch seinen Besitz von Müssen war er Mitglied der Lauenburgischen Ritter- und Landschaft. 1831 wählte ihn die Ritter- und Landschaft zum ständischen Landrat. 1833 wurde er dazu ritterschaftlicher Konsistorial-Assessor in Ratzeburg. Seit dieser Zeit wohnte er auf dem Domhof Ratzeburg. 
Als sein Cousin Adolf Gottlieb von Bülow auf Gudow 1841 starb, übernahm Friedrich Franz von Bülow für dessen noch minderjährigen Söhne, darunter den 1831 geborenen Friedrich Gottlieb von Bülow, in Verbindung mit der Witwe die Vormundschaft und Verwaltung von Gudow. Damit wurde er auch Vize-Landmarschall. Er starb im Oktober 1848 in Ratzeburg an einem Schlaganfall und wurde in Gudow begraben.
Friedrich Franz von Bülow war verheiratet mit Charlotte Sophie Dorothea St. Mersel de Latour († 1837), die aus einer Hugenotten-Familie stammte. Die Ehe blieb kinderlos. Seine Fideicommiss-Güter gingen einstweilen in den gemeinschaftlichen Besitz seiner noch lebenden Brüder Detloff von Bülow (* 1790) und Carl von Bülow (* 1803) sowie der unmündigen Söhne des schon verstorbenen Bruders Wilhelm von Bülow (1798–1846) über und wurden von Carl von Bülow bis zur Volljährigkeit der Neffen verwaltet.

## Auszeichnungen
- 1833 Titel Kammerherr (Dänemark)
- Dannebrogorden
  - 1840 Ritter
  - 1841 Dannebrogsmann
  - 1847 Großkreuz

## Werke
- Cameralistische Grundsätze, Erfahrungen und Ansichten ... mit besonderem Bezuge auf die großherzoglich Mecklenburg-Schwerinschen Domainen. Hamburg: Campe 1826

(Digitalisat), UB Rostock